# The Leather Burners
The Leather Burners è un film del 1943 diretto da Joseph Henabery.
È un western statunitense con William Boyd e Andy Clyde. Fa parte della serie di film western con protagonista il personaggio di Hopalong Cassidy (interpretato da Boyd) creato nel 1904 dallo scrittore Clarence E. Mulford. È basato sul romanzo del 1940 The Leather Burners di Bliss Lomax.

## Produzione
Il film, diretto da Joseph Henabery su una sceneggiatura di Jo Pagano e un soggetto di Harry Sinclair Drago, fu prodotto da Harry Sherman tramite la Harry Sherman Productions e girato nelle Alabama Hills a Lone Pine e nel Bronson Canyon, Griffith Park, Los Angeles, California, dall'8 luglio 1942.

## Distribuzione
Il film fu distribuito negli Stati Uniti dal 28 maggio 1943 al cinema dalla United Artists.
Altre distribuzioni:
- in Svezia il 28 aprile 1944 (Gruvschaktets hemlighet)
- in Portogallo il 14 gennaio 1946 (No Mundo da Mina)
- in Danimarca il 13 maggio 1954
- in Danimarca il 19 settembre 1965 (redistribuzione)
- in Danimarca il 15 maggio 1967 (redistribuzione)
- in Brasile (Mineiro Misterioso)